# Raul Soares
Raul Soares är en kommun i Brasilien.   Den ligger i delstaten Minas Gerais, i den sydöstra delen av landet, 700 km sydost om huvudstaden Brasília. Antalet invånare är 23 818.
Omgivningarna runt Raul Soares är huvudsakligen savann. Runt Raul Soares är det ganska glesbefolkat, med 25 invånare per kvadratkilometer.